# Johan Jørgen Broch
Johan Jørgen Broch, född den 1 januari 1791, död den 8 december 1860, var en norsk militär, publicist och politiker. Han var bror till Theodor Christian Broch samt far till Ole Jacob och Jens Peter Broch.
Broch blev överstelöjtnant 1837, och var från 1842 krigskommissarie i Akershus amt. Broch, som var en varm patriot, demokrat och republikan, ivrade särskilt för allmän värnplikt och var med att utforma den norska värnplikten. Han var 1830 och 1848 ledamot av Stortinget.